# 하파
하파(Hapa)는 혼혈 조상을 가진 사람을 뜻하는 하와이어이다. 하와이주에서 이 단어는 특정 혼합 여부와 관계없이 혼혈 민족 유산을 가진 모든 사람을 지칭한다. 이 용어는 캘리포니아에서 부분적으로 동아시아, 동남아시아 또는 태평양 섬 주민이 섞인 모든 혼혈인을 지칭하는 데 사용된다. 문화 간 확산 또는 파동 모델로 특징지을 수 있는 이 후자의 용법은 매사추세츠주, 오하이오주, 오리건주로도 퍼졌다.
두 용법은 동시에 사용된다.

## 같이 보기
- 아프로아시안
- 아메라시안
- 혼혈
- 미래의 인종
- 서드 컬처 키드

### 책
- Huynh-Hohnbaum, Anh-Luu T.; Yoo, Grace J. (2009). 〈Multiracial Asians and Pacific Islanders〉.   Chen, Wen-Chu; Yoo, Grace J. 《Encyclopedia of Asian American Issues Today》 1. Greenwood Pub Group. 437–443쪽. ISBN 978-0313347511. OCLC 422757556.

### 저널 기사
- Bernstein, Mary; De la Cruz, Marcie (2009). “"What are You?": Explaining Identity as a Goal of the Multiracial Hapa Movement”. 《Social Problems》 56 (4): 722–745. doi:10.1525/sp.2009.56.4.722. JSTOR 10.1525/sp.2009.56.4.722.
- Easley, Allen Ken (1995). “Of Children's Plates, Melting Pots, Tossed Salads and Multiple Consciousness: Tales from a Hapa Haole”. 《UCLA Asian Pacific American Law Journal》 3 (1): 75–80. 2013년 9월 2일에 확인함.
- Ozaki, C. Casey; Johnston, Marc (2009). “The space in between: Issues for multiracial student organizations and advising”. 《New Directions for Student Services》 2008 (123): 53–61. doi:10.1002/ss.286.
- Taniguchi, Angela S.; Heidenreich, Linda (2006년 6월 28일). “Re-Mix: Rethinking the use of Hapa in Mixedrace Asian/Pacific Islander American Community Organizing”. 《Research Exchange》. McNair Journal. 2018년 11월 19일에 확인함.

### 일반 기사
- Dariotis, Wei Ming (2007). “Hapa: The Word of Power”. Mixed Heritage Center. 2018년 7월 6일에 원본 문서에서 보존된 문서. 2013년 9월 2일에 확인함.
- Johnson, Akemi (2016). “Who Gets To Be 'Hapa'?”. NPR. 2019년 7월 15일에 확인함.

### 동영상
- NeSmith, Richard Keao (2018). “The Etymology of Hapa”. 《Japanese American National Museum》.  44:35-45:10에 발생.